# Friedrich I. von Haunstadt
Friedrich I. von Haunstadt († wahrscheinlich 1225) war Fürstbischof von Eichstätt von 1223 bis 1225.

## Leben
Friedrich I. stammte aus einem bayerischen niederadeligen Geschlecht, vermutlich Ministeriale. Das namensgebende Oberhaunstadt ist heute Bestandteil der kreisfreien Stadt Ingolstadt in Bayern. Friedrich I. von Haunstadt trat ab 1206 zunächst als Eichstätter Domherr in Erscheinung. Die Wahl Friedrichs I. zum Bischof fand noch am Tag des Begräbnisses seines Vorgängers Hartwig von Grögling-Dollnstein statt. Friedrich I. hatte dabei die Unterstützung der Grafen von Grögling-Hirschberg. Ihm gegenüber stand sein späterer Nachfolger Heinrich I. von Zipplingen. Friedrich I. wurde als Kandidat der Mehrheit von König Heinrich VII. belehnt und vom Mainzer Metropoliten, in Person des Bischofs Siegfried II. von Eppstein, bestätigt. Vertreter von Papst Honorius III. erklärten die Wahl jedoch für ungültig und Friedrich I. verstarb ohne die Bischofsweihe empfangen zu haben. Der Zeitabschnitt seines Wirkens als Bischofs wird in Quellen unterschiedlich angesetzt.